# Sonico
Sonico fue una red social que tuvo gran popularidad en Latinoamérica, y que perteneció a la empresa de origen argentino FnBox.com antes de haber sido adquirida a fines de 2014 por la red social Twoo () propiedad de Massive Media Inc, quien fusionó su sitio adquiriendo a los viejos usuarios de la red social Sonico junto con los de la red Netlog, y siendo quien actualmente se encarga de administrar las viejas cuentas de usuarios de las anteriores redes unificadas.
En Sonico los usuarios podían buscar y agregar amigos, crear su perfil personal, administrar su configuración y privacidad, subir fotos y vídeos de YouTube, organizar eventos, desafiar a otros usuarios en juegos e interactuar con otra gente a través de mensajes privados, comentarios, marcas en las fotos y un mensajero instantáneo. Según una encuesta del 27 de marzo de 2011 el sitio tenía 51 311 806 usuarios. Hasta esa fecha, el 23 % de los usuarios registrados eran menores de 18 años de edad, el 34 % era de 18 a 24 años de edad, el 25 % de 25 a 34 años de edad y el 18% eran mayores de 35 años de edad. Contaba con 51 % en sexo masculino y el 49 % en sexo femenino. La distribución geográfica daba como en primer lugar al Brasil con un 21 % de los usuarios registrados, ubicando a México en segundo lugar con un 17 % de hasta entonces los usuarios registrados, un 12 % a Colombia, un 9 % al Perú 8% a la Argentina, un 7 % a Venezuela, 4.5 % a España, 3.5 % a los Estados Unidos, siendo éstos los países que cuentan con mayor cantidad de usuarios.

## Historia
Sonico fue lanzado en julio de 2007 como una red social que resaltaba la importancia de tener usuarios legítimos (registrados con datos reales) en contraposición a las redes de cuentas anónimas o de bajo perfil. A diferencia de otras redes sociales del momento, Sonico se destacó por tener una moderación proactiva que consistía en poseer un equipo dedicado exclusivamente a chequear cada perfil nuevo y el contenido subido al sitio. Sobre la base de este sistema afirmaron poder gestionar más de 200 000 perfiles diarios.
De acuerdo con Rodrigo Teijeiro, CEO de FnBox.com, Sonico “logró ofrecer una red social útil, segura y divertida, con usuarios reales y una perspectiva regional”, asegurando que la clave de su éxito radica en la usabilidad del sitio.
Hacia el año 2012, Sonico tenía un equipo de más de 70 trabajadores, contando con oficinas en Buenos Aires, Argentina; Miami, Estados Unidos y San Pablo, Brasil.
La versión del sitio en portugués fue lanzada en febrero de 2008, y el soporte para dicho idioma se encontró disponible desde marzo de 2008. En sólo unos meses, Sonico se convirtió en la segunda red social en orden de preferencias en Brasil, y al 27 de marzo de 2011 ya contaba con alrededor de 15 millones de usuarios ese país.

## Financiación
En diciembre de 2009 Sonico amplió su ronda inicial de financiación (USD 4.3 millones), recibiendo USD 1.7 millones de inversión adicional, cuyo fin fue impulsar las oficinas que la compañía había abierto en San Pablo (octubre de 2009) y en Miami (febrero de 2010), incorporando nuevos profesionales. El fondeo estuvo liderado por DN Capital y por otros inversores privados como Fabrice Grinda (fundador de Aucland, Zingy.com y OLX), Martín Varsavsky (FON, Ya.com) y Alec Oxenford (Deremate.com y OLX.com).

## Funcionalidades
En la página de inicio de Sonico, los usuarios tenían acceso a un resumen de la actividad reciente de sus amigos, así como a las principales funcionalidades del sitio.
Sonico les permitía a sus usuarios unirse a una o más redes. Las redes representaban universidades, colegios secundarios y regiones. Al unirse a una red, los usuarios podían contactar fácilmente a otra gente con la que compartieran su misma red.

### Privacidad
Sonico resaltó la importancia de permitirles a sus usuarios tener control total sobre la configuración de privacidad de sus cuentas. En ese sentido, los usuarios tenían a su disposición varias opciones para ajustar su seguridad y para elegir quiénes podían acceder a su información. Entre las novedades de 2010, Sonico lanzó el nuevo sistema PPP, a través del cual le otorgaba a cada uno de sus usuarios la posibilidad de crear un perfil Público, Privado y/o Profesional.

### La Cartelera
La cartelera era el lugar donde los amigos de un usuario podían dejarle comentarios y videos que verían todos los que pudieran acceder a su perfil.

### Amigos
Los usuarios podían interactuar constantemente con todos sus amigos escribiéndoles en sus carteleras, marcándolos en fotos, compartiendo videos de YouTube, chateando a través del mensajero del sitio, desafiándolos en alrededor de 200 juegos single-player, organizando eventos y enviándoles mensajes privados, entre muchas opciones.

### Grupos
Los grupos eran comunidades de usuarios con gustos e intereses en común. Sus miembros podían participar en foros, compartir fotos, videos, eventos y mensajes. Cada grupo tenía su nivel personalizado de privacidad.

### Redes
Cada miembro podía pertenecer a distintas redes (divididas en regiones geográficas, universidades e institutos secundarios). Al unirse a una red, los usuarios pueden conectarse fácilmente con personas cercanas y viejos amigos.

### Mensajes Privados
Cuando los usuarios querían comunicarse de manera privada, el sistema intermediario elegido eran los mensajes privados. El sistema los almacenaba y organizaba en bandeja de entrada (dividiéndolos entre “mensajes de amigos” y “de otros usuarios” según su procedencia), y bandeja de salida. Los usuarios también podían enviarles mensajes privados a un grupo o conjunto de amigos.

### Fotos
Los usuarios podían subir una cantidad ilimitada de fotografías y organizarlas en distintos álbumes para compartir con amigos y otros usuarios, pudiendo marcar personas dentro de ellas, describirlas o comentarlas, definiendo su nivel de privacidad, controlando sus comentarios con la posibilidad de aprobarlos antes de ser publicados. Los amigos del usuario también podían comentar las fotos y marcarlas.
En agosto de 2010, Sonico eligió cambiar sus sistema al Cloud computing, migrando todo su sistema de fotos y privacidad a los servidores de Amazon.

### Videos
Los usuarios tenían la posibilidad de tener una colección de sus videos favoritos de YouTube, pudiendo compartirlos, reproducirlos en el sitio, adjuntarlos en las carteleras de sus amigos y comentarlos.

### Eventos
Los usuarios de Sonico podían organizar eventos simples y profesionales, con opciones de personalización visual y de privacidad.

### Juegos
Quienes ingresaban al sitio tenían acceso a cerca de 200 juegos singleplayer categorizados en Acción, Deportes, Habilidad/Estrategia y Retro. Los usuarios registrados contaban con la posibilidad de recomendar dichos juegos y desafiar a sus amigos para luego comparar resultados.
En 2010 Sonico firmó acuerdos con las empresas Mentez, Mochigames, Elex, eGames y Viximo, principales compañías de gaming a nivel mundial. Estas alianzas permitieron a Sonico maximizar sus prestaciones de juegos online a través de la incorporación de un centenar de juegos nuevos, agregando nuevas categorías a la plataforma y creando una sección con los más destacados.
Esta renovación de la sección le permitió a Sonico mejorar la experiencia del público y generar un incremento tanto en permanencia (aumentando un 37 % el tiempo en línea) como en cantidad de usuarios.

### Mensajero Instantáneo
Sonico permitía a sus usuarios chatear en tiempo real con sus amigos gracias al mensajero integrado al que podían utilizar en todo el sitio.

### Postales
La sección de postales contenía una gran cantidad de elementos animados e interactivos para que los usuarios pudieran compartir en cada ocasión, y algunas videopostales. Los destinatarios de dichas postales podían ser usuarios de Sonico o personas no registradas, con la posibilidad de programar envíos a futuro.

### Alertas
Sonico incluía un sistema de alertas de cumpleaños y eventos que les permitía a los usuarios mantenerse informado de la actividad de su entorno. Este servicio se articulaba con los grupos y cumpleaños de amigos.

### Centro de Ayuda
Desde agosto de 2009, Sonico incluyó un servicio de centro de ayuda en el que los usuarios podían buscar soluciones y aprender a utilizar mejor las funcionalidades de todo el sitio.

## Fusión con Twoo
Hacia fines de noviembre del año 2014, la red social Sonico fue adquirida por la empresa de origen Belga "Massive Media Match NV", para ser fusionada con la red social Netlog (antigua red social desarrollada por Lorenz Bogaert, CEO de la empresa Massive Media) y conformar así una nueva red social unificada bajo el nombre de la ya existente red Twoo. En diciembre de 2014 comenzó la migración y finalmente hacia finales de enero la red Sonico cambió su nombre a Twoo.
Twoo conserva gran parte de las características de las redes Sonico y Netlog, pero con un diseño distinto y enfocándose sobre todo a las citas (encuentros de parejas). La popularidad de Sonico disminuyó considerablemente, siendo que Alexa informó que las visitas al sitio de Sonico cayeron drásticamente durante el lapso en que se ejecutó la migración hacia Twoo, mientras que las visitas en Twoo no aumentaron considerablemente pese a la unificación.